# 후시미노미야 사다나루 친왕
후시미노미야 사다나루 친왕(일본어: 伏見宮貞愛親王, 1858년 6월 9일 ~ 1923년 2월 4일)은 일본 제국의 황족, 육군 군인이다. 관위는 원수, 육군 대장, 대훈위 공2급 내대신. 후시미노미야 제22, 24대 당주.
사다나루 친왕은 후시미노미야 구니이에 친왕의 14째 아들이다. 어머니는 구니이에 친왕비 히로코(관백 다카쓰카사 마사히로의 딸)이다.

## 가족 관계
- 아버지 : 후시미노미야 쿠니이에 친왕
- 어머니 : 친왕비 타카츠카사 히로코
- 아내 : 사다나루 친왕비 토시코 여왕 (아리스가와노미야 타카히토 친왕의 딸)
  - 차남 : 쿠니카 왕 (1880년 - 1933년)
  - 3남 : 아키노리 왕 (1881년 - 1883년)
- 뇨보 : 카와노 치요코
  - 장남 : 히로야스 왕 (1875년 - 1946년)
- 뇨보 : 마스야마 나에코
  - 장녀 : 사치코 여왕 (1885년 - 1966년) - 후작 야마우치 토요카게에게 강가